# 1929 a filmművészetben

## Események
- január 20. – A fox Movitone rövid dokumentumfilmje, az In Old Arizona az első teljesen a szabadban forgatott hangosfilm.
- január – az SZKP határozatot hoz a filmipar káderállományának erősítéséről.
- május 16. – Az első Oscar-díj átadása, mikor 12 kategóriában osztanak ki elismerést.
- május 28. – A New York-i Winter Gardenben bemutatják az első teljesen színes hangosfilmet: On with the Show. Rendezte Alan Crosland. Gyártotta a Warner Brothers
- július 13. – A Paramount stúdióban elkészül az első négyperces eszperantó hangosfilm.
- július 30. – Berlinben elkészülnek az Ufa hangosfilm gyártására alkalmas modern műtermei, melyek Európa legmodernebb műtermei.
- augusztus 1. – Életbe lép Bethlen István miniszterelnök rendelete, amely szerint pótadót kell fizetni a Magyarországon játszott külföldi filmek után, és ez az összeg a Magyar Filmipari Alapot gazdagítja. A forgalmazók azonban jelentős adókedvezményt kapnak, ha maguk gyártanak magyar filmet. Ezek és az ezt követő rendelkezések megmentik a haldokló magyar filmipart.
- szeptember 15. – Szergej Mihajlovics Eisenstein a Vossiche Zeitung német lapban kifejti elméletét a film feladatáról, szerinte közvetítő szerepet fog játszani a logika nyelve és a képek nyelve között.
- szeptember 20. – A Fórum moziban (később Puskin) bemutatják az Éneklő bolond című részben hangosfilmet. Budapesten ezzel elkezdődnek az első hangosfilmek vetítése.
- Charles Pathé eladja utolsó filmipari részesedését, és visszavonul az üzleti élettől.
- Japánban 120 filmes lap jelenik meg. Tokióban 23 filmklub működik.
- A világon 51 ezer mozi működik, ebből kb. 20 ezer az USA-ban
- Hallelujah!, az első hollywoodi film, amiben fekete színész játszik.

## Sikerfilmek
1. The Broadway Melody - rendező Harry Beaumont
2. The Mysterious Island – rendező Lucien Hubbard

## Oscar-díjak
1. Oscar-gála
- Legjobb film: Szárnyak – Metro-Goldwyn-Mayer
- legjobb drámarendező: Frank Borzage – A hetedik mennyország
- Legjobb vígjátékrendező: Lewis Milestone – Két arab lovag
- Legjobb férfi főszereplő: Emil Jannings – A hontalan hős, The Way of All Flesh
- Legjobb női főszereplő: Janet Gaynor – A hetedik mennyország, Street Angel, Virradat
- Különdíj: Warner Brothers – A dzsesszénekes

## Magyar filmek
- Lázár Lajos – Rabmadár, Élet, halál, szerelem
- György István – Száll a nóta, Tavasz a viharban
- Gaál Béla – Csak egy kislány van a világon

## Filmbemutatók
- Andalúziai kutya, rövidfilm – író Luis Buñuel és Salvador Dalí, rendező Luis Buñuel.
- Applause – főszereplő Helen Morgan.
- Big Business – egy Laurel és Hardy rövidfilm.
- Zsarolás – rendező Alfred Hitchcock.
- The Broadway Melody – főszereplő Charles King, Anita Page és Bessie Love.
- Bulldog Drummond – főszereplő Ronald Colman.
- The Cocoanuts – főszereplő Marx Testvérek.
- The Cameraman
- Coquette – főszereplő Mary Pickford, Johnny Mack Brown, Matt Moore. Rendező Sam Taylor
- Disraeli – főszereplő George Arliss.
- Hallelujah – rendező King Vidor.
- The Hollywood Revue of 1929,
- Ember a felvevőgéppel – rendező Dziga Vertov
- In Old Arizona – főszereplő Warner Baxter.
- The Iron Mask (A vasálarcos) – főszereplő Douglas Fairbanks.
- The Kiss – főszereplő Greta Garbo és Conrad Nagel.
- The Love Parade – főszereplő Maurice Chevalier és Jeanette MacDonald.
- The Manxman – rendező Alfred Hitchcock.
- The Mysterious Island – főszereplő Lionel Barrymore.
- Pandora's Box – főszereplő Louise Brooks.
- Queen Kelly – főszereplő Gloria Swanson (ez a film sohase lett igazából befejezve)
- Saint Louis Blues – főszereplő Bessie Smith.
- The Skeleton Dance – egy Walt Disney animációs rövidfilm.
- Spite Marriage – egy Buster Keaton-film.
- The Virginian – főszereplő Gary Cooper.
- Frau im Mond (Egy nő a Holdon) – rendező Fritz Lang.

## Rövid film sorozatok
- Buster Keaton (1917–1941)
- Our Gang (1922–1944)
- Laurel and Hardy (1926–1940)

## Rajzfilm sorozatok
- Felix the Cat (1919–1930)
- Aesop's Film Fables (1921–1933)
- Krazy Kat (1925–1940)
- Koko the Clown (1927–1929)
- Oswald the Lucky Rabbit (1927–1938)
- Mickey egér (1928–1953)
- Silly Symphonies (1929–1939)
- Screen Songs (1929–1938)
- Talkartoons (1929–1932)

## Születések
- január 3. – Sergio Leone, rendező († 1989)
- január 31. – Jean Simmons, színésznő († 2010)
- február 2. – Věra Chytilová cseh filmrendező († 2014)
- február 10. – Jerry Goldsmith, zeneszerző († 2004)
- március 6. - Horváth Teri, színésznő († 2009)
- március 21. – Somló Tamás, operatőr († 1993)
- március 28. – Psota Irén, színésznő († 2016)
- április 10. – Max von Sydow svéd színész († 2020)
- április 28. – Carolyn Jones, színésznő (†1983)
- május 4. – Audrey Hepburn, színésznő (†1993)
- augusztus 23. – Vera Miles, színésznő
- szeptember 2. – Hal Ashby, rendező
- szeptember 20.  – Anne Meara amerikai színésznő, humorista († 2015)
- november 12. – Grace Kelly, színésznő († 1982)
- december 6. – Alain Tanner, svájci filmrendező
- december 9. – John Cassavetes, színész, rendező († 1989)

## Halálozások
- július 2. – Gladys Brockwell, színésznő
- október 3. – Jeanne Eagels, színésznő